# Співробітництво України і ЄС в енергетичній сфері
Співробітництво України з ЄС у сфері енергетики — здійснюється відповідно до Меморандуму про взаєморозуміння щодо співробітництва в енергетичній галузі, підписаного 1 грудня 2005. Меморандум охоплює такі сфери:
- Ядерна безпека.
- Інтеграція ринків електроенергії та газу.
- Підвищення безпеки енергопостачання та транзиту вуглеводнів.
- Структурна реформа, підвищення стандартів із техніки безпеки та охорони довкілля у вугільній галузі.
- Енергоефективність.

З метою оцінки стану виконання Меморандуму сторонами щороку схвалюється відповідний звіт. Третій спільний звіт щодо імплементації Меморандуму було схвалено на Саміті Україна — ЄС у вересні 2008 р.

## Участь України у Енергетичному співтоваристві
Україна бере участь у Енергетичному співтоваристві (англ. Energy Community).
Періодичність і місце проведення засідань керівного органу: Рада міністрів проводиться  один раз на рік
Адреса штаб-квартири міжнародної організації: Am Hof 4, Level 5, 1010 Vienna, Austria
- Дата набуття Україною членства: 01.02.2011 р.;
- Підстава для набуття членства в міжнародній організації: Закон України від 15.12.2010 № 2787 «Про ратифікацію Протоколу про приєднання України до Договору про заснування Енергетичного Співтовариства» [Архівовано 10 вересня 2017 у Wayback Machine.];
- Статус членства: Повноправний член;
- Характер фінансових зобов'язань України: Сплата щорічного членського внеску;
- Джерело здійснення видатків, пов'язаних з виконанням фінансових зобов'язань: Загальний фонд Державного бюджету України;
- Вид валюти фінансових зобов'язань: Євро
- Обсяг фінансових зобов'язань України на 2017 рік: 179 808,00;
- Центральний орган виконавчої влади, відповідальний за виконання фінансових зобов'язань: Міністерство енергетики та вугільної промисловості України.[1]

## Синхронізації ОЕС з UCTE
Продовжується виконання проєкту синхронізації Об'єднаної енергетичної системи України (ОЕС) з мережею європейського Союзу з координації передачі електроенергії (UCTE).
Метою проєкту є інтеграція електроенергетичних ринків обох сторін. Зазначений проєкт здійснює ДП НЕК «Укренерго». У 2008 розроблено проєкт Програми організаційно-технічних заходів для підготовки та проведення модернізації генерувального обладнання ОЕС України для забезпечення вимог UCTE щодо первинного та вторинного регулювання.
Виконання робіт здійснюється згідно з Технічним завданням «Приєднання мереж України та Молдови до електричної системи UCTE» Проєктної групи UCTE за кошти, передбачені Угодою між Урядом України та ЄК щодо фінансування програми «Підтримка впровадження енергетичної стратегії України».

## Енергоефективність
В рамках виконання Меморандуму у квітні 2008 р. підписано Дорожню карту з енергоефективності, використання відновлюваних джерел енергії та заходів щодо подолання зміни клімату.
В рамках програми дій Європейського інструменту сусідства та партнерства на 2007 р. планується реалізація компоненту «Підтримка впровадження енергетичної стратегії України» шляхом надання з боку ЄС бюджетної підтримки у розмірі 82 млн євро.

## Модернізація ГТС України
23 березня 2009 р. у Брюсселі відбулась Міжнародна інвестиційна конференція з питань модернізації газотранзитної системи України, в рамках якої відбулися презентації майстер-плану проєктів модернізації ГТС України, аналізу реформування газового сектору з наголосом на його інвестиційному потенціалі та за результатами якої Прем'єр-міністром Ю. Тимошенко, Єврокомісарами Б.Ферреро-Вальднер та А.Пібалгсом, а також представниками ЄІБ, ЄБРР та СБ було підписано Спільну Заяву.
За результатами засідання Уряду схвалено розпорядження КМУ (Розпорядження № 413 від 15.04.2009), згідно з яким на Мінпаливенерго спільно з іншими ЦОВВ було покладено виконання відповідного кола завдань щодо реалізації досягнутих на Конференції домовленостей. Крім того, відповідні заходи, щодо сприяння ефективній реалізації Спільної Заяви передбачено Указом Президента від 14.05.2009 № 328/2009.
Розпорядженнями Кабінету Міністрів України від 5 серпня 2009 р. № 826 та № 927 затверджено відповідно склад Міжвідомчої координаційної групи з питань реалізації Спільної заяви за результатами Спільної ЄС — Україна міжнародної інвестиційної конференції щодо модернізації газотранзитної системи України та план заходів з реалізації зазначеної заяви.